# Лемешовка (Севский район)
Лемешовка — село в Севском районе Брянской области России. Входит в состав Троебортновского сельского поселения.

## География
Село находится в юго-восточной части Брянской области, в зоне хвойно-широколиственных лесов, в пределах западных отрогов Среднерусской возвышенности, на берегах реки Хинелька, при автодороге 15К-2213, на расстоянии примерно 27 км (по прямой) к юго-западу от Севска, административного центра района. Абсолютная высота — 200 м над уровнем моря.

### Климат
Климат характеризуется как умеренно континентальный, с тёплым летом и умеренно холодной зимой. Среднегодовая многолетняя температура воздуха составляет 5,5 °С. Средняя температура воздуха самого тёплого месяца (июля) — 18,6 °C (абсолютный максимум — 38 °C); самого холодного (января) — −8,6 °C (абсолютный минимум — −38 °C). Безморозный период длится в среднем 130—135 дней. Среднегодовое количество атмосферных осадков составляет 550—600 мм, из которых большая часть выпадает в тёплый период. Снежный покров держится в течение 115 дней. Ветровой режим района в тёплый период характеризуется преобладанием северо-западных, северо-восточных и западных ветров, а в холодный период — юго-западных, южных и западных.

### Часовой пояс
Село Лемешовка, как и вся Брянская область, находится в часовой зоне МСК (московское время). Смещение применяемого времени относительно UTC составляет +3:00.

## Население
| 2010 | 2013 |
| ---- | ---- |
| 293  | ↘278 |

### Национальный состав
Согласно результатам переписи 2002 года, в национальной структуре населения русские составляли 94 % из 374 чел.